# Edmund Waller

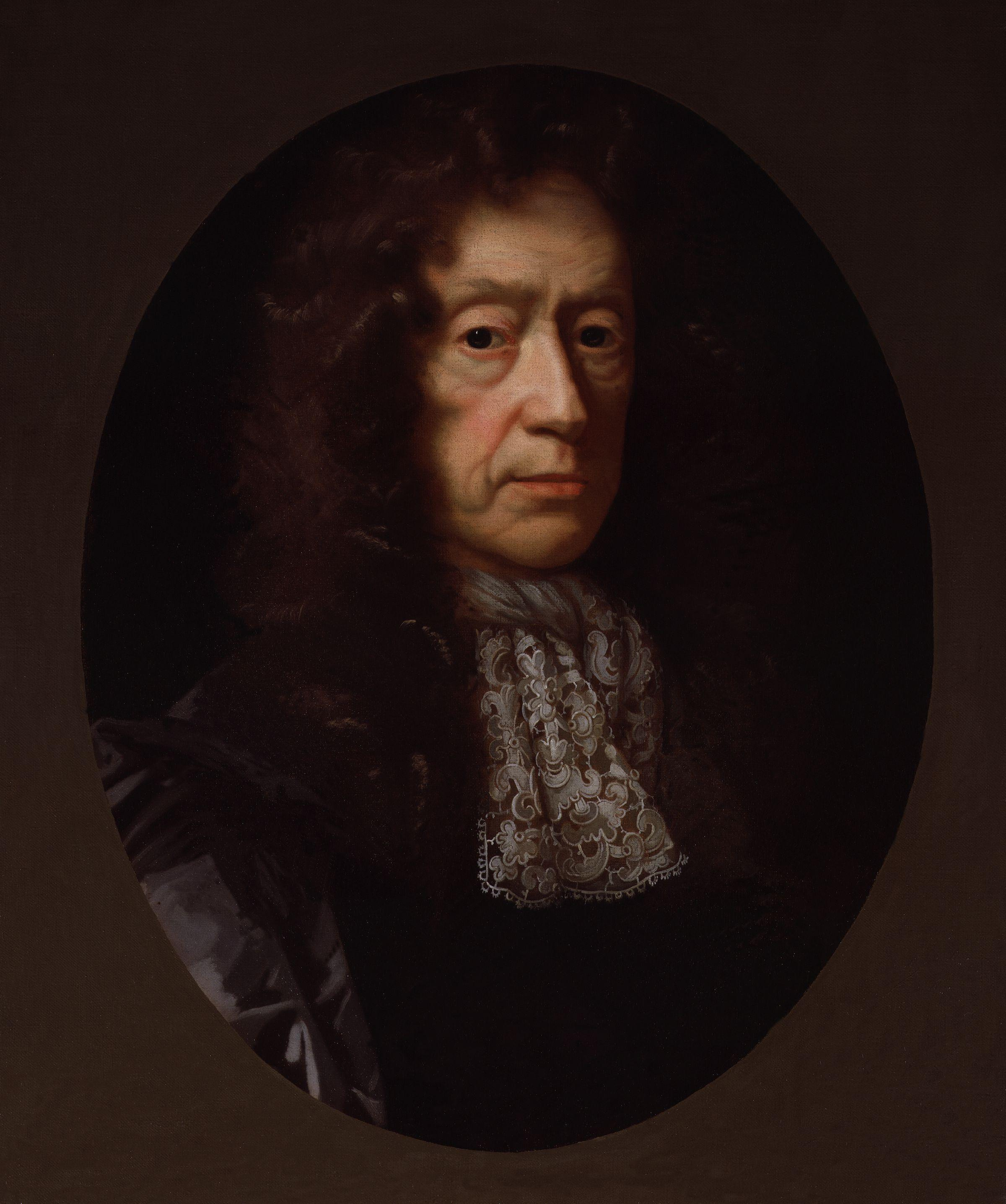
Edmund Waller, Porträt von John Riley

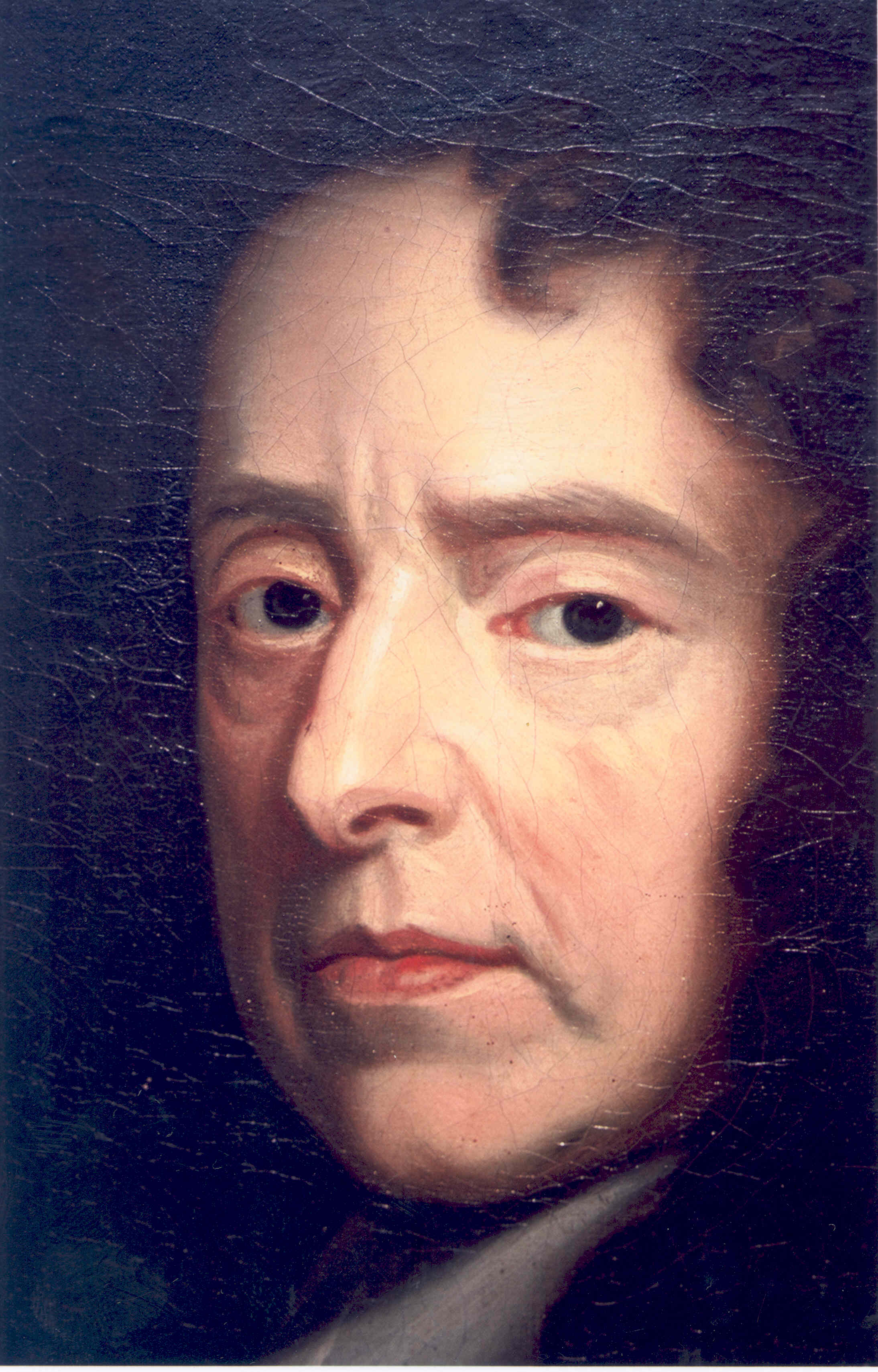
Detail des Porträts von Waller von Godfrey Kneller

Edmund Waller (* 3. März 1606 in Coleshill, Buckinghamshire; † 21. Oktober 1687 in Beaconsfield, Buckinghamshire) war ein englischer Dichter, Politiker und Parlamentarier. Er wird zu den Cavalier poets gezählt.

## Leben und Wirken
Waller besuchte das Eton College und die University of Cambridge, die er ohne Abschluss verließ, ehe er am Lincoln’s Inn seine juristische Ausbildung vervollständigte. 1627 wurde er volljährig und trat ein reiches Erbe an. Er war mindestens seit 1624 (nach eigenen Angaben seit 1621) Mitglied des Parlaments.
1643 war er in eine Verschwörung gegen das Parlament und für den König verwickelt (Waller’s Plot), konnte sich aber durch Aussagewilligkeit und Zahlung hoher Geldsummen vor der Hinrichtung bewahren. Er wurde aus England verbannt und bewegte sich in Royalistenkreisen in Paris. 1651 wurde ihm die Rückkehr nach England erlaubt. Er schrieb sowohl Lobgedichte auf Oliver Cromwell (1655) als auch nach der Restauration auf Karl II. (1660).
1645 erschien eine erste Sammlung seiner Gedichte in London. Bekannt sind heute noch seine Gedichte Go, lovely Rose und Of the last verses in the book. Er war zu seiner Zeit als Dichter hoch angesehen und seine Heroic Couplets wurden von John Dryden und Alexander Pope bewundert.
1631 heiratete er eine reiche Erbin eines Londoner Kaufmanns, die aber schon drei Jahre später starb. Er umwarb erfolglos Dorothy Sidney, die er in seinen Gedichten Sacharissa nannte, und heiratete 1644 Mary Bracey.
Er gehörte zu den Gründungs-Fellows der Royal Society.